# Nationalratswahlkreis Luzern-West
Der Nationalratswahlkreis Luzern-West war ein Wahlkreis bei Wahlen in den Schweizer Nationalrat. Er bestand von 1890 bis 1919 (Einführung des heute üblichen Proporzwahlrechts) und umfasste den westlichen Teil des Kantons Luzern.

## Wahlverfahren
Hierbei handelte es sich um einen Pluralwahlkreis. Dies bedeutet, dass zwar mehrere Sitze zu verteilen waren, jedoch das Majorzwahlrecht zur Anwendung gelangte. Im Sinne der romanischen Mehrheitswahl benötigte ein Kandidat die absolute Mehrheit der Stimmen, um gewählt zu werden. Zur Verteilung aller Sitze waren unter Umständen mehrere Wahlgänge notwendig. Jeder Wähler hatte so viele Stimmen, wie Sitze zu vergeben waren.

## Bezeichnung und Sitzzahl
Luzern-West ist eine inoffizielle geographische Bezeichnung. Im amtlichen Gebrauch üblich war eine über die gesamte Schweiz angewendete fortlaufende Nummerierung, geordnet nach der Reihenfolge der Kantone in der schweizerischen Bundesverfassung. Aufgrund der wechselnden Anzahl im Laufe der Jahre erhielten manche Wahlkreise mehrmals eine neue Nummer. Luzern-West trug ab 1890 die Nummer 12, ab 1902 die Nummer 13 und ab 1911 die Nummer 14.
Luzern-West standen zunächst 3 Sitze zur Verfügung, ab 1902 waren es 2 Sitze.

## Ausdehnung

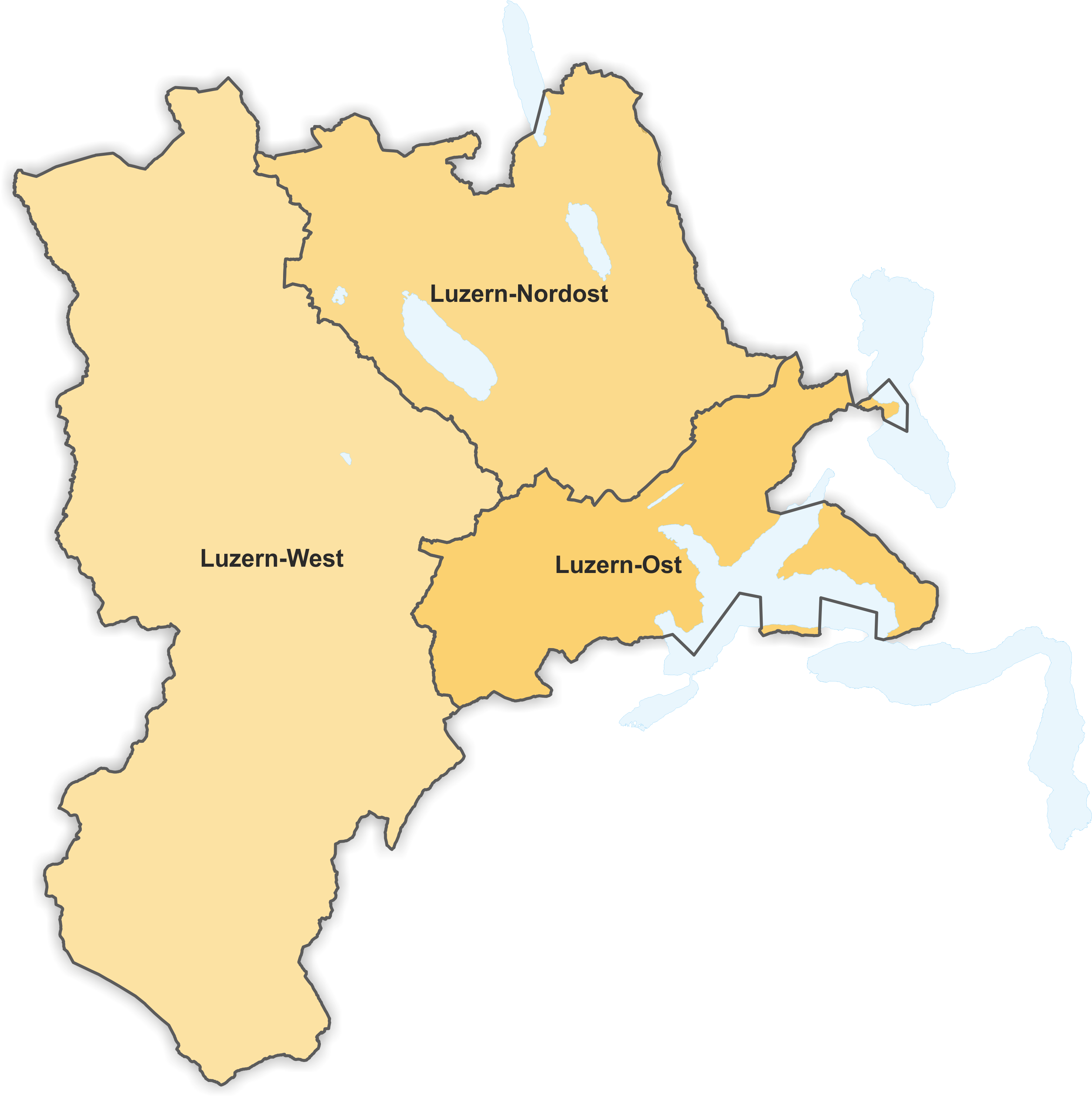
Wahlkreise Kanton Luzern 1890–1902

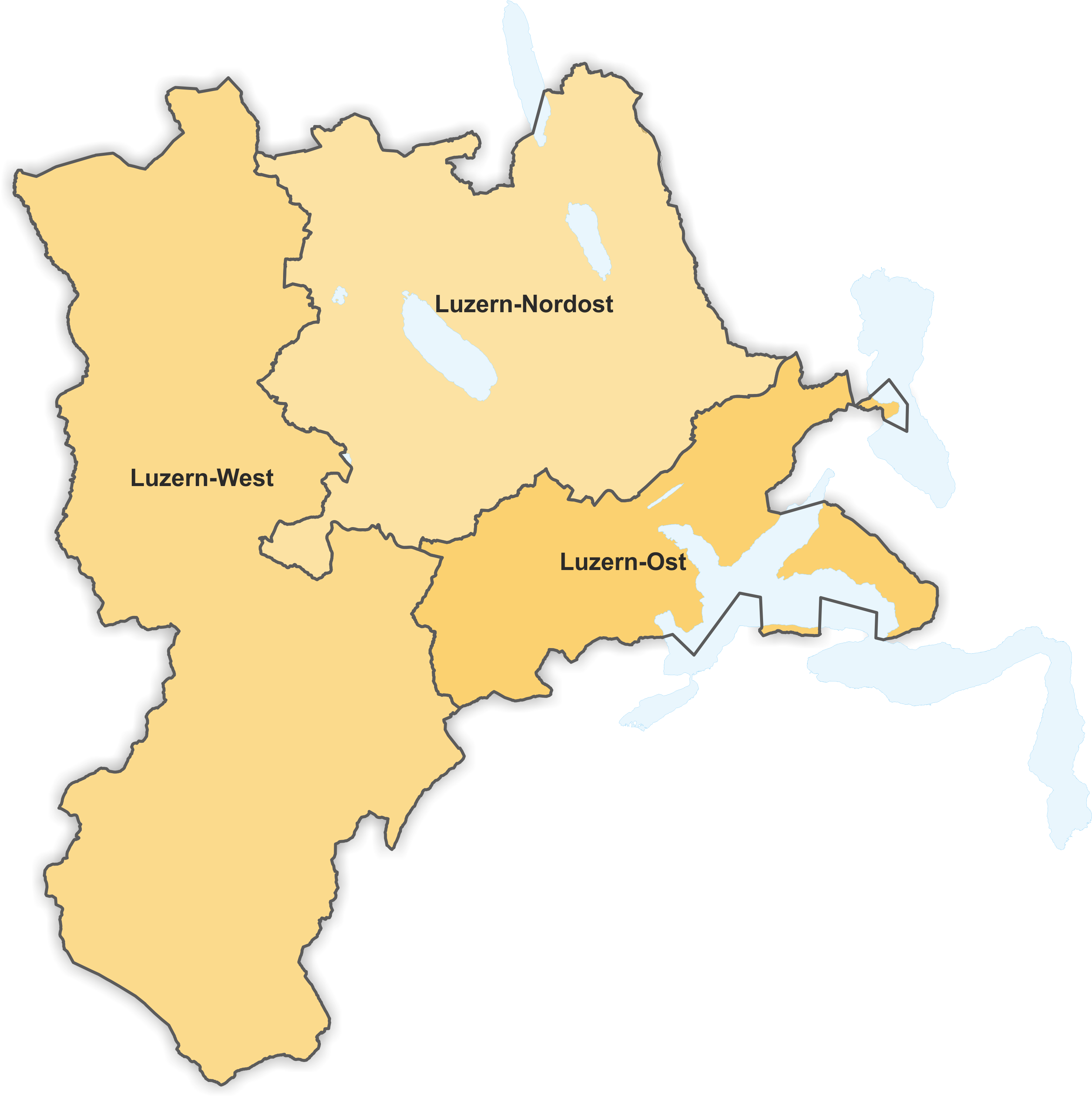
Wahlkreise Kanton Luzern 1902–1919

Das Gebiet des Wahlkreises wurde mit dem «Bundesgesetz betreffend die Wahlen in den Nationalrath» vom 20. Juni 1890 festgelegt. Er entstand durch die Zusammenlegung der bisherigen Wahlkreise Luzern-Nordwest und Luzern-Südwest (mit einer kleinen Abweichung). Luzern-West umfasste:
- das Amt Entlebuch
- im Amt Sursee den Gerichtskreis Ruswil (entspricht den Gemeinden Buttisholz, Grosswangen, Ruswil und Wolhusen)
- das Amt Willisau

Zu einer Änderung kam es mit dem «Bundesgesetz betreffend die Nationalratswahlkreise» vom 4. Juni 1902, als das Gebiet des Gerichtskreises Ruswil an den Wahlkreis Luzern-Nordost abgetreten wurde. Zuletzt umfasste Luzern-West:
- das Amt Entlebuch
- das Amt Willisau

1919 wurden die drei Luzerner Wahlkreise zum heute noch bestehenden Nationalratswahlkreis Luzern zusammengelegt, in welchem das Proporzwahlrecht gilt.

## Nationalräte
- G = Gesamterneuerungswahl
- E = Ersatzwahl bei Vakanzen
- B = Ergänzungswahl für einen Bundesrat

| Datum      | Wahl | Gewählte | Gewählte                                        | Partei |
| ---------- | ---- | -------- | ----------------------------------------------- | ------ |
| 26.10.1890 | G    |          | Josef Erni, Candid Hochstrasser, Josef Zemp     | KK     |
|            |      |          |                                                 |        |
| 17.01.1892 | B    |          | Theodor Schmid                                  | KK     |
|            |      |          |                                                 |        |
| 23.10.1893 | G    |          | Josef Erni, Candid Hochstrasser, Theodor Schmid | KK     |
|            |      |          |                                                 |        |
| 25.10.1896 | G    |          | Josef Erni, Candid Hochstrasser, Theodor Schmid | KK     |
|            |      |          |                                                 |        |
| 29.10.1899 | G    |          | Josef Erni, Candid Hochstrasser, Theodor Schmid | KK     |
|            |      |          |                                                 |        |
| 26.10.1902 | G    |          | Candid Hochstrasser, Theodor Schmid             | KK     |
|            |      |          |                                                 |        |
| 29.10.1905 | G    |          | Candid Hochstrasser, Theodor Schmid             | KK     |
|            |      |          |                                                 |        |
| 14.04.1907 | E    |          | Josef Anton Balmer                              | KK     |
|            |      |          |                                                 |        |
| 29.10.1908 | G    |          | Josef Anton Balmer, Candid Hochstrasser         | KK     |
|            |      |          |                                                 |        |
| 14.02.1909 | E    |          | Anton Erni                                      | KK     |
|            |      |          |                                                 |        |
| 29.10.1911 | G    |          | Josef Anton Balmer, Anton Erni                  | KK     |
|            |      |          |                                                 |        |
| 25.10.1914 | G    |          | Josef Anton Balmer, Anton Erni                  | KVP    |
|            |      |          |                                                 |        |
| 13.08.1916 | E    |          | Eduard Häfliger                                 | KVP    |
|            |      |          |                                                 |        |
| 28.10.1917 | G    |          | Josef Anton Balmer, Eduard Häfliger             | KVP    |

## Quelle
- Erich Gruner: Die Wahlen in den Schweizerischen Nationalrat 1848–1919. Band 3. Francke Verlag, Bern 1978, ISBN 3-7720-1445-3.